# Абоаб да-Фонсека, Исаак
Исаак бен-Давид Абоаб-да-Фонсека (Isaac Aboab da Fonseca; род. в португальском городе Каштру-Дайри в 1605, ум. в Амстердаме в 1693) — голландский хахам (раввин), проповедник и каббалист португальского происхождения. Для отличия от современных ему однофамильцев, к отцовской фамилии «Абоаб» он прибавил материнскую — «Фонсека».

## Биография
Сын некоего Давида (бен-Давид). Когда Абоабу минуло семь лет, родители бежали с ним от преследований инквизиции в пограничный между Францией и Испанией город Сен-Жан-де-Люз, а оттуда — в столицу Голландии, Амстердам. Абоаб обучался вместе с знаменитым впоследствии Манассе бен-Израилем у амстердамского хахама Исаака Узиеля. Продемонстрировав быстрые успехи в талмудической науке, что уже на 21-м году был удостоен звания хахама (раввина).
При объединении трёх конгрегаций амстердамской общины (1639) Абоаб стал членом раввинской коллегии; но эта должность, по-видимому, его мало удовлетворяла, так как он вскоре (1642) принял приглашение на раввинский пост в новую еврейскую общину, образовавшуюся в г. Пернамбуку, в Бразилии, которая в то время находилась под властью Голландии.

### Бразильский период
Абоаб поехал в Бразилию в сопровождении своего друга, грамматика Моисея де Агилара, и нескольких сот евреев. Он энергично занялся благоустройством новой общины-колонии, но последнюю скоро постигла неожиданная катастрофа: между Португалией и Голландией возгорелась война из-за обладания Бразилией (1646); евреи, стоявшие на стороне голландцев, претерпели все ужасы истребительной войны, так как португальцы повсюду одерживали победы. После перехода Бразилии под власть Португалии, евреям пришлось покинуть страну; в числе возвратившихся в Европу был и Абоаб.
Свои впечатления от пережитых бедствий он изложил в книжке, написанной в форме молитвенных гимнов и начинающейся словами: «זכר עשׂיתי לנפלאוֹת אל» («памятник, воздвигнутый мною чудесам Божиим»). Рукопись её, хранившаяся два с половиной столетия в архиве еврейской общины в Амстердаме, была издана лишь к началу XX века. Кроме лирических описаний и молитв, составленных автором во время осады, книга содержит также ряд стихотворений, написанных в разное время и не лишённых поэтических красот.

### Возвращение в Амстердам
Из Бразилии Абоаб вернулся в Амстердам, где он снова был принят в раввинскую коллегию в качестве даяна. По-видимому, он участвовал в деле отлучения Спинозы, совершённом этой коллегией (1656). После смерти известного по этому же делу хахама Саула Мортейры Абоаб был назначен хахамом Амстердамской общины. Он преподавал в знаменитой «Талмуд-Торе», заведовал новой Талмудической академией, или иешивой, «Эц-Хаим» и читал проповеди в синагоге три раза в месяц. Абоаб был прекрасным духовным оратором. Иезуит Антонио Виейра из Лиссабона, присутствовавший на проповедях Абоаба и его коллеги по раввинату Манассе бен-Израиля, охарактеризовал обоих проповедников так: «Манассе говорит, что знает, Абоаб же знает, что говорит».

### Каббалист
Абоаб изучал каббалу и перевёл с испанского языка на еврейский за деньги два каббалистических трактата своего современника, марана Авраама де Геррера: «Врата неба» и «Дом Божий» («Schaar ha-Schamaim», и «Beth Elohim»; Амстердам, 1655).
Когда началось саббатианское движение, Абоаб увлёкся им и тайно ему сочувствовал, в отличие от своего итальянского однофамильца Самуила Абоаба.

## Труды
Из сочинений Абоаба на португальском языке напечатаны:
- комментарий к Пятикнижию («Parafrasis Comentada Sobre el Pentateuco», Амстерд., 1681);
- ряд публичных проповедей[5]:
  - Sermâo en Memoria de Abraham Nunez Bernai; Sermâo Funèbre en Memoria de Dr. Joseph Bueno, Амстерд., 1669;
  - Sermâo по Alegre Estreamente e Publica Celebridade da Esnoga, Амстерд., 1675;
  - Sermâo… por hatan Torah Sr. Iahacob Israel Henriques, Амстерд., 1678.